# Линючев, Валентин Алексеевич
Валентин Алексеевич Линючев — российский инженер-гидроэнергетик, лауреат Государственной премии СССР (1967).
Родился 14.01.1927 в д. Шишкино Вачского района Нижегородской области.
Окончил Московский энергетический институт, инженер-гидроэнергетик-электромеханик (1951).
С 1951 до конца 1990-х гг. работал в институте «Гидроэнергопроект» (с 1962 г. присоединён к ВПИНИ «Гидропроект» им. С. Я. Жука, с 1992 г. АО «Гидропроект»), с 1959 г. главный инженер электромеханического отдела, с 1961 г. начальник гидромеханического отдела.
Специалист в области проектирования гидросилового и механического оборудования ГЭС и ГАЭС. Участвовал в разработке гидросилового и механического оборудования Братской, Усть-Илимской, Плявиньской, Иркутской, Саратовской, Шульбинской, Загорской и Кайшядорской ГАЭС. Участвовал в проектировании и монтаже оборудования для ГЭС Капивара (Бразилия), Пурнари 1 и 2 (Греция), Табка (Сирия), Сигалда (Исландия), Майка (Канада).
Лауреат Государственной премии СССР (1967) — за создание сверхмощных радиально-осевых турбин Братской ГЭС.
Награждён орденом Трудового Красного Знамени (1964), знаками «Отличник энергетики и электрификации СССР», «Почётный энергетик».